# Pacios (Castro de Rey)
Pacios (llamada oficialmente San Salvador de Pacios) es una parroquia española del municipio de Castro de Rey, en la provincia de Lugo, Galicia.

## Organización territorial
La parroquia está formada por catorce entidades de población, constando trece de ellas en el nomenclátor del Instituto Nacional de Estadística español:
- A Fonte do Freire
- A Vereda
- Balvís
- Formarán
- Gundriz
- Luxís
- O Alto
- O Condado
- O Covelo
- O Feal
- O Muíño Novo
- O Pozo
- O Taboeiro
- Pedrafita

## Demografía
| Gráfica de evolución demográfica de Pacios entre 2000 y 2019 |
|                                                              |
| Datos según el nomenclátor publicado por el INE.             |